# Anthaxia helferiana
Anthaxia helferiana är en skalbaggsart som beskrevs av Svatopluk Bílý 1995. Anthaxia helferiana ingår i släktet Anthaxia och familjen praktbaggar. Inga underarter finns listade i Catalogue of Life.